# Ben Green

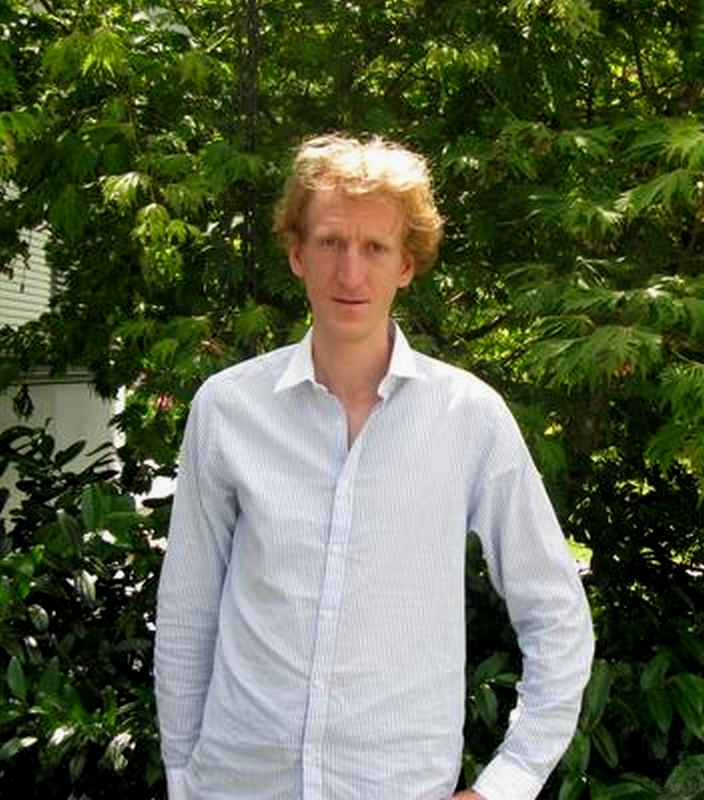
Ben Green, Oberwolfach 2010

Ben Joseph Green (* 27. Februar 1977 in Bristol, England) ist ein britischer Mathematiker, der bedeutende Beiträge zur Kombinatorik und zur Zahlentheorie geleistet hat. Zusammen mit Terence Tao gelang ihm im Rahmen des Green-Tao-Theorems der Beweis, dass die Folge der Primzahlen beliebig lange arithmetische Progressionen enthält. 

## Leben
Ben Green hat von 1995 bis 2002 am Trinity College der Universität Cambridge Mathematik studiert, war 1998 Senior Wrangler in den Tripos-Prüfungen und wurde 2003 mit einer Arbeit zum Thema Topics in Arithmetic Combinatorics bei Tim Gowers promoviert. Anschließend war er zunächst drei Monate am Alfréd-Rényi-Institut in Budapest und dann von 2003 bis 2004 an der University of British Columbia in Vancouver. 2005 erhielt er eine Professur für Mathematik an der University of Bristol, die er bis 2006 bekleidete. Von September 2006 bis Juli 2013 war er Professor für Mathematik an der Universität Cambridge. Seitdem ist er Waynflete Professor of Pure Mathematics an der Universität Oxford.

## Leistungen
Ben Green hat tiefliegende kombinatorische Resultate bewiesen, die interessante Anwendungen in der Zahlentheorie haben. Berühmt sind vor allem sein Beweis der Vermutung von Cameron und Erdős (2004) sowie die gemeinsame Arbeit mit Terence Tao The primes contain arbitrarily long arithmetic progressions, in der gezeigt wird, dass es beliebig lange arithmetische Progressionen von Primzahlen gibt (Satz von Green-Tao). Die längste (2022) bekannte arithmetische Progression von Primzahlen hat die Länge 27.
Die von ihm bewiesene Vermutung von Cameron und Erdős besagt, dass die Anzahl der summenfreien Untermengen in {1, …, N} von der Ordnung {\displaystyle O(2^{\frac {N}{2}})} ist. Eine Untermenge A ist summenfrei, falls keine x,y,z in A existieren mit x+y=z.
Zusammen mit Sean Eberhard und Frederick Manners löste er eine Fragestellung von Paul Erdös aus dem Jahr 1965 (2014 veröffentlicht in Annals of Mathematics). Sie zeigten, dass für jedes {\displaystyle \varepsilon >0} eine Menge {\displaystyle A} natürlicher Zahlen mit {\displaystyle n} Elementen existiert, so dass jede Teilmenge {\displaystyle A'\subseteq A} mit mindestens {\displaystyle {\tfrac {1}{3}}(n+\varepsilon )} Elementen drei paarweise verschiedene {\displaystyle x,y,z} enthält mit {\displaystyle x+y=z}. Dies ist insofern bemerkenswert, als dass dieses Ergebnis optimal, also die Aussage für {\displaystyle \varepsilon =0} falsch ist.

## Ehrungen
2001 hat Ben Green den Smith-Preis der Universität Cambridge erhalten, 2004 wurde er mit dem Clay Research Award geehrt. Der Whitehead-Preis der London Mathematical Society und der Salem Prize wurden ihm 2005 verliehen. 2006 erhielt er gemeinsam mit Terence Tao den Ostrowski-Preis. Mit dem SASTRA Ramanujan Prize wurde er 2007 ausgezeichnet. 2014 wurde ihm die Sylvester-Medaille der Royal Society verliehen.
2006 war er Invited Speaker auf dem Internationalen Mathematikerkongress in Madrid (Generalising the Hardy-Littlewood method for primes). 2013 hielt er eine Gauß-Vorlesung. Er ist Fellow der American Mathematical Society. Er wurde als Plenarsprecher auf dem Internationalen Mathematikerkongress 2014 in Seoul ausgewählt (Approximate algebraic structure).
2016/17 sowie 2017/18 war er im Abel-Preis-Komitee. Für 2019 wurde ihm der Senior-Whitehead-Preis der London Mathematical Society zugesprochen.

## Schriften (Auswahl)
- mit Terence Tao: The primes contain arbitrarily long arithmetic progressions. In: Annals of Mathematics. Serie 2, Bd. 167, Nr. 2, 2008, S. 481–547, JSTOR:40345354.
- mit Terence Tao: Linear equations in primes. In: Annals of Mathematics. Serie 2, Bd. 171, Nr. 3, 2010, S. 1753–1850, JSTOR:20752252.
- mit Terence Tao: The quantitative behaviour of polynomial orbits on nilmanifolds. In: Annals of Mathematics. Serie 2, Bd. 175, Nr. 2, 2012, S. 465–540, JSTOR:23234621.
- mit Terence Tao: The Möbius function is strongly orthogonal to nilsequences. In: Annals of Mathematics. Serie 2, Bd. 175, Nr. 2, 2012, S. 541–566, JSTOR:23234622.
- mit Terence Tao, Tamar Ziegler: An inverse theorem for the Gowers Us+1[N]-norm. In: Annals of Mathematics. Serie 2, Bd. 176, Nr. 2, 2012, S. 1231–1372, JSTOR:23350588.
- mit Emmanuel Breuillard, Terence Tao: The structure of approximate groups. In: Publications Mathématiques de l’IHÉS. Bd. 116, 2012, S. 115–221, doi:10.1007/s10240-012-0043-9.
- mit S. Eberhard, F. Manners: Sets of integers with no large sum-free subset. In: Annals of Mathematics. Serie 2, Bd. 180, No. 2, 2014, S. 621–652.